# François Lenoir
François Lenoir, dit Rolland, né le 2 janvier 1642 à Moras dans le Dauphiné et mort le 5 mai 1717 à  Hôtel Dieu de Montréal en Nouvelle-France, est un officier des troupes de la Marine et commandant du fort Rolland, négociant et commerçant dans le commerce de la fourrure.

## Biographie
François Lenoir, dit Rolland, était le fils Rolland Lenoir, bourgeois de Moras dans le Dauphiné et de Claudine Moulin. 
Il s'engagea dans l'infanterie dans les troupes du régiment de Carignan commandées par Henri de Chastelard de Salières. En décembre 1664, il arrive avec son régiment à La Rochelle à destination de la Nouvelle-France. Il s’embarque du port de La Rochelle le 13 mai 1665 sur le navire l’Aigle d’Or et arrive au Canada le 18 août où il débarque dans la ville de Québec.
En 1669, il demanda aux Sulpiciens de Montréal, dans l’intérêt de son commerce de la fourrure avec les Amérindiens, la concession d’une terre située au-dessus des rapides de Sault-Saint-Louis, à l’emplacement actuelle ville de Lachine au sud de Montréal. Il y établit un poste de traite fortifié avec des pieux. Ce bastion prend alors le nom de fort Rolland. Ce fortin devint un lieu lucratif d'échange avec les Amérindiens, coureurs des bois et les trappeurs.
Le 2 janvier 1673, il épousa Marie-Madeleine Charbonnier. 
En 1673, le gouverneur de la Nouvelle-France, Louis de Buade de Frontenac, le prend dans ses troupes comme guide en raison de ses connaissances du terrain et de ses habitants, lors de son expédition dans le Pays-d'en-Haut.
En 1676, il fut excommunié par le sulpicien Étienne Guyotte, curé de Lachine, pour avoir trafiqué, notamment de l'alcool, avec les Amérindiens. Il porta l'affaire en justice devant les tribunaux. Il eut finalement gain de cause en 1677, le Conseil souverain de la Nouvelle-France interdisant aux curés et à tout autre ecclésiastique de lire ou de faire lire à l’extérieur ou à l’intérieur des églises « aucun autre escrit que ceux qui regardent les choses Ecclésiastiques ». 
En 1686, il participa à une nouvelle expédition militaire dans les territoires de la baie d'Hudson.
En dépit de son commerce et de ses voyages dans l’Ouest canadien, il ne s’enrichit point. Ses nombreux procès lui firent-ils perdre beaucoup d’argent. 
En 1698, il fut contraint de donner le fort Rolland, ses dépendances et toutes ses créances pour garantir un emprunt qu'il avait contracté.
Il mourut le 6 mai 1707 à Montréal sans avoir pu redresser ses finances.